# The $5.98 E.P.: Garage Days Re-Revisited
Garage Days Re-Revisited – to minialbum zespołu Metallica wydany w 1987 roku, wycofany ze sprzedaży i wznowiony w 1998 roku jako druga część płyty Garage, Inc. Zawiera wyłącznie covery. Jest to również pierwszy album (obok ...And Justice for All), gdzie gra na gitarze basowej i śpiewa w chórkach muzyk Jason Newsted.

## Lista utworów
1. „Helpless” (Diamond Head) - 6:38
2. „The Small Hours” (Holocaust) - 6:43
3. „The Wait” (Killing Joke) - 4:55
4. „Crash Course in Brain Surgery” (Budgie) - 3:10
5. „Last Caress/Green Hell” (The Misfits) - 3:30
  - W końcowych sekundach grają początek piosenki zespołu Iron Maiden, „Run to the Hills”.